# Epideira hedleyi
Epideira hedleyi é uma espécie de gastrópode do gênero Epideira, pertencente à família Horaiclavidae.